# Куксу (го)
Куксу (кор. 국수전) — один из основных корейских титулов го, спонсируемый изданием Far East Daily News и компанией The Dong-a Ilbo. Название титула приблизительно означает «национальное сокровище» или лучший игрок страны. Титул неофициально считается самым престижным в Южной Корее. Призовой фонд — 33 000 000 вон/28 000 долларов. Текущим обладателем является Чо Хансын.

## Правила розыгрыша титула
Куксу является самым длительным корейским турниром по го. Контроль времени в финальных партиях составляет по 5 часов каждому игроку (4 часа в плей-офф, 3 часа в отборочном этапе). Коми составляет 6,5 очков.

## Информация о турнире
Турнир на титул Куксу проводится под патронажем Корейской ассоциации падук и спонсируется  изданием Far East Daily News и компанией The Dong-a Ilbo. Куксу является старейшим титулом Кореи и обладает самым крупным призовым фондом. Неофициально титул признан самым престижным соревнованием по го в Корее. Размер призового фонда составляет 33 000 000 вон.

## Обладатели титула
| Год       | Обладатель     |
| --------- | -------------- |
| 1956—1964 | Чо Намчхоль    |
| 1965—1970 | Ким Ин         |
| 1971—1972 | Юн Кихён       |
| 1973—1974 | Ха Чхансок     |
| 1975      | Не проводился  |
| 1976—1985 | Чо Хунхён      |
| 1986—1987 | Со Бонсу       |
| 1988—1989 | Чо Хунхён      |
| 1990      | Ли Чхан Хо     |
| 1991—1992 | Чо Хунхён      |
| 1993—1997 | Ли Чхан Хо     |
| 1998      | Чо Хунхён      |
| 1999      | Жуй Найвэй     |
| 2000      | Чо Хунхён      |
| 2001—2002 | Ли Чхан Хо     |
| 2003—2004 | Чхве Чхоль Хан |
| 2005      | Ли Чхан Хо     |
| 2006      | Юн Джунсан     |
| 2007—2008 | Ли Седол       |
| 2009      | Ли Чхан Хо     |
| 2010      | Чхве Чхоль Хан |
| 2011—2013 | Чо Хансын      |